# Prostitute (álbum)
Prostitute es el cuarto álbum de estudio de la banda de synth pop alemana Alphaville, publicado el 26 de agosto de 1994. El álbum presentó un sonido experimental que dividió a los seguidores de la banda, por lo que la agrupación optó por regresar a su sonido synth/dance característico en su próximo disco, Salvation, de 1997. Es el último álbum de Alphaville con Ricky Echolette.

## Lista de canciones
| N.º | Título                        | Letras                                       | Música                    | Duración |  |
| 1.  | «The Paradigm Shift»          | Marian Gold, Bernhard Lloyd, Ricky Echolette | Gold, Lloyd, Echolette    | 3:47     |  |
| 2.  | «Fools»                       | Gold, Lloyd, Echolette                       | Gold, Lloyd, Echolette    | 3:53     |  |
| 3.  | «Beethoven»                   | Gold, Lloyd, Echolette                       | Gold, Lloyd, Echolette    | 5:35     |  |
| 4.  | «Ascension Day»               | Gold, Lloyd, Echolette                       | Gold, Lloyd, Rainer Bloss | 5:45     |  |
| 5.  | «The Impossible Dream»        | Gold, Lloyd, Echolette, Eric Sooter          | Gold, Lloyd, Bloss        | 4:49     |  |
| 6.  | «Parade»                      | Gold, Lloyd, Echolette                       | Gold, Lloyd, Echolette    | 3:40     |  |
| 7.  | «Ain't It Strange»            | Gold, Lloyd, Echolette                       | Gold, Lloyd, Bloss        | 5:23     |  |
| 8.  | «All in the Golden Afternoon» | Gold, Lloyd, Echolette                       | Gold, Lloyd, Bloss        | 3:35     |  |
| 9.  | «Oh Patti»                    | Gold, Lloyd, Echolette                       | Gold, Lloyd, Bloss        | 1:46     |  |
| 10. | «Ivory Tower»                 | Gold, Lloyd, Echolette                       | Gold, Lloyd, Bloss        | 3:16     |  |
| 11. | «Faith»                       | Gold, Lloyd, Echolette                       | Gold, Lloyd, Bloss        | 3:56     |  |
| 12. | «Iron John»                   | Gold, Lloyd, Echolette, Rudy Nielson         | Gold, Lloyd, Echolette    | 3:44     |  |
| 13. | «The One Thing»               | Gold, Lloyd, Echolette                       | Gold, Lloyd, Echolette    | 3:55     |  |
| 14. | «Some People»                 | Gold, Lloyd, Echolette, Julie Ocean          | Gold, Lloyd, Bloss        | 4:37     |  |
| 15. | «Euphoria»                    | Gold, Lloyd, Echolette                       | Gold, Lloyd, Echolette    | 7:05     |  |
| 16. | «Apollo»                      | Gold, Lloyd, Echolette                       | Gold, Lloyd, Bloss        | 6:10     |  |